# 記憶探偵と鍵のかかった少女
『記憶探偵と鍵のかかった少女』（きおくたんていとかぎのかかったしょうじょ、Mindscape または Anna）は、2013年のアメリカ合衆国・スペインのサイコスリラー映画。米国公開時のタイトルは『Anna』。
監督はホルヘ・ドラド、出演はタイッサ・ファーミガとマーク・ストロングなど。
他人の記憶に潜入するという特殊能力を持つ「記憶探偵」が、依頼人の美少女の記憶に秘められた様々な事件と謎に挑む姿を描く。
2013年10月に開催されたシッチェス・カタロニア国際映画祭で初上映された。

## キャスト
※括弧内は日本語吹替
- ジョン・ワシントン: マーク・ストロング（谷昌樹） - 記憶探偵。妻の自殺で引退状態。
- アナ・グリーン: タイッサ・ファーミガ（寿美菜子） - 大富豪の1人娘。16歳。
- ミシェル・グリーン: サスキア・リーヴス（高島雅羅） - アナの母親。
- ロバート・グリーン: リチャード・ディレイン（英語版）（水内清光） - アナの継父。
- ジュディス: インディラ・ヴァルマ（恒松あゆみ） - アナの専属看護師。
- ピーター・ラグレン: ノア・テイラー（あべそういち）
- トム・オルテガ: アルベルト・アンマン（英語版）（中尾一貴）
- セバスチャン: ブライアン・コックス（仲野裕） - ジョンの上司。

## 作品の評価
Rotten Tomatoesによれば、21件の評論のうち、高く評価しているのは33%にあたる7件のみで、平均して10点満点中4.89点を得ている。
Metacriticによれば、7件の評論のうち、高評価はなく、賛否混在は5件、低評価は2件で、平均して100点満点中42点を得ている。

## リアル謎解きゲーム
日本公開に合わせてタイアップの1種。アスミック・エース主催。
- 『リアル謎解きゲーム』×映画『記憶探偵と鍵のかかった少女』～あなたはジャックの塔に潜む記憶に迫れるか～が2014年9月13日、15日、23日に横浜市開港記念会館で謎解きタウンにより提供。
- 映画「記憶探偵と鍵のかかった少女」公開記念 体験型謎解きゲーム「秘密の記憶からの脱出」が2014年9月27日-28日（デバッグ公演）、10月1日-9日（一般公演）に時解 eScape cafe 道頓堀店にて時解により提供。